# Anna Zwirydowska
Anna Zwirydowska (née le 28 janvier 1986) est une lutteuse polonaise.

## Palmarès

### Championnats d'Europe
- Médaille de bronze en catégorie des moins de 59 kg en 2007
- Médaille d'argent en catégorie des moins de 55 kg en 2014